# Japonsko-korejský podmořský tunel

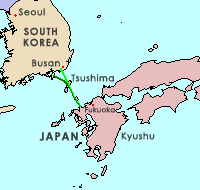
Navrhovaná trasa Japonsko-korejského podmořského tunelu

Japonsko-korejský podmořský tunel (japonsky: 日韓トンネル, korejsky: 한일 해저 터널) je návrh projektu podmořského železničního tunelu, který má propojit Japonsko a Jižní Koreu pod Korejským průlivem prostřednictvím ostrovů Iki a Cušima. Nejkratší přímá vzdálenost je přibližně 128 km.